# Ernst Wilhelm Moes
Pour les articles homonymes, voir Moes.
Ernst Wilhelm Moes (Amsterdam, 1864 – 1912) est un historien de l'art, archiviste et bibliothécaire néerlandais qui a notamment été le directeur du cabinet des estampes du Rijksmuseum Amsterdam.

## Biographie
Ernst Wilhelm Moes naît à Amsterdam le 5 septembre 1864.
Il étudie à l'université d'Amsterdam et devient collectionneur d'estampes tout en étant élève, en se spécialisant pour l'histoire de sa ville natale. Pour simplifier ses recherches, il devient en 1885 volontaire à la société de ventes aux enchères de Frederik Muller.
En 1896, il publie son premier ouvrage sur l'histoire de l'industrie de l'édition à Amsterdam, Iconographia Batava. Ce guide, qui se veut contenir la liste exhaustive des portraits de personnalités amsteldamoises, est publié par Frederik Muller & Co. En 1898, il commence à travailler comme assistant de Philip van der Kellen au Rijksmuseum Amsterdam, dont il devient le directeur du cabinet des estampes en 1903 et jusqu'à sa mort.
De 1907 à 1911, il est membre de Teylers Tweede Genootschap. Il a travaillé avec Abraham Bredius à la revue Oud Holland, où Bredius a écrit sa nécrologie
Ernst Wilhelm Moes meurt dans sa ville natale le 30 octobre 1912.

## Publications
- Iconographia Batava, 1896[5]
- De Amsterdamsche Boekdrukkers en Uitgevers in de zestiende eeuw, (avec C. P. Burger), 1900
- Frans Hals, sa vie et son œuvre, 1909 (monographie sur Frans Hals avec des photographies des œuvres)[6]
- De Nationale Konste-Gallery en het Koninklijk Museum. Bijdrage tot de geschiedenis van het Rijksmuseum en Eduard van Biema, 1909[7]
- Plusieurs biographies pour Nieuw Nederlandsch biografisch woordenboek, vol. 1, 1911